# Большая Майгашта
Большая Майгашта (баш. Оло Мәйгәште) — река в России, протекает по Абзелиловскому району Республики Башкортостан. Устье реки находится в 54 км по левому берегу реки Кага. Длина реки составляет 19 км.
На реке расположена деревня Майгашта.

## Данные водного реестра
По данным государственного водного реестра России относится к Камскому бассейновому округу, водохозяйственный участок реки — Белая от водомерного поста Арский Камень до Юмагузинского гидроузла, речной подбассейн реки — Белая. Речной бассейн реки — Кама.
Код объекта в государственном водном реестре — 10010200212111100017164.